# Tomb Raider: Underworld
Tomb Raider: Underworld, també conegut com a Tomb Raider 8, és el vuitè joc de la sèrie Tomb Raider i el tercer joc de la sèrie a ser desenvolupat per Crystal Dynamics. Es prosseguirà l'aventura des d'on Tomb Raider Legend va deixar l'acció i té elements referents a Tomb Raider: Legend i Tomb Raider: Aniversary, que són els anteriors jocs de la sèrie fet per Crystal Dynamics.
Fou anunciat per gener del 2008 però Tomb Raider: Underworld fou llançat al darrer trimestre de 2008, endarrerint la dada d'eixida.